# Grodztwo (powiat włocławski)
Grodztwo – wieś w Polsce położona w województwie kujawsko-pomorskim, w powiecie włocławskim, w gminie Kowal.
W latach 1975–1998 miejscowość należała administracyjnie do województwa włocławskiego. Według Narodowego Spisu Powszechnego (III 2011 r.) liczyła 296 mieszkańców. Jest piątą co do wielkości miejscowością gminy Kowal.